# Antoine-Joseph Jobert de Lamballe

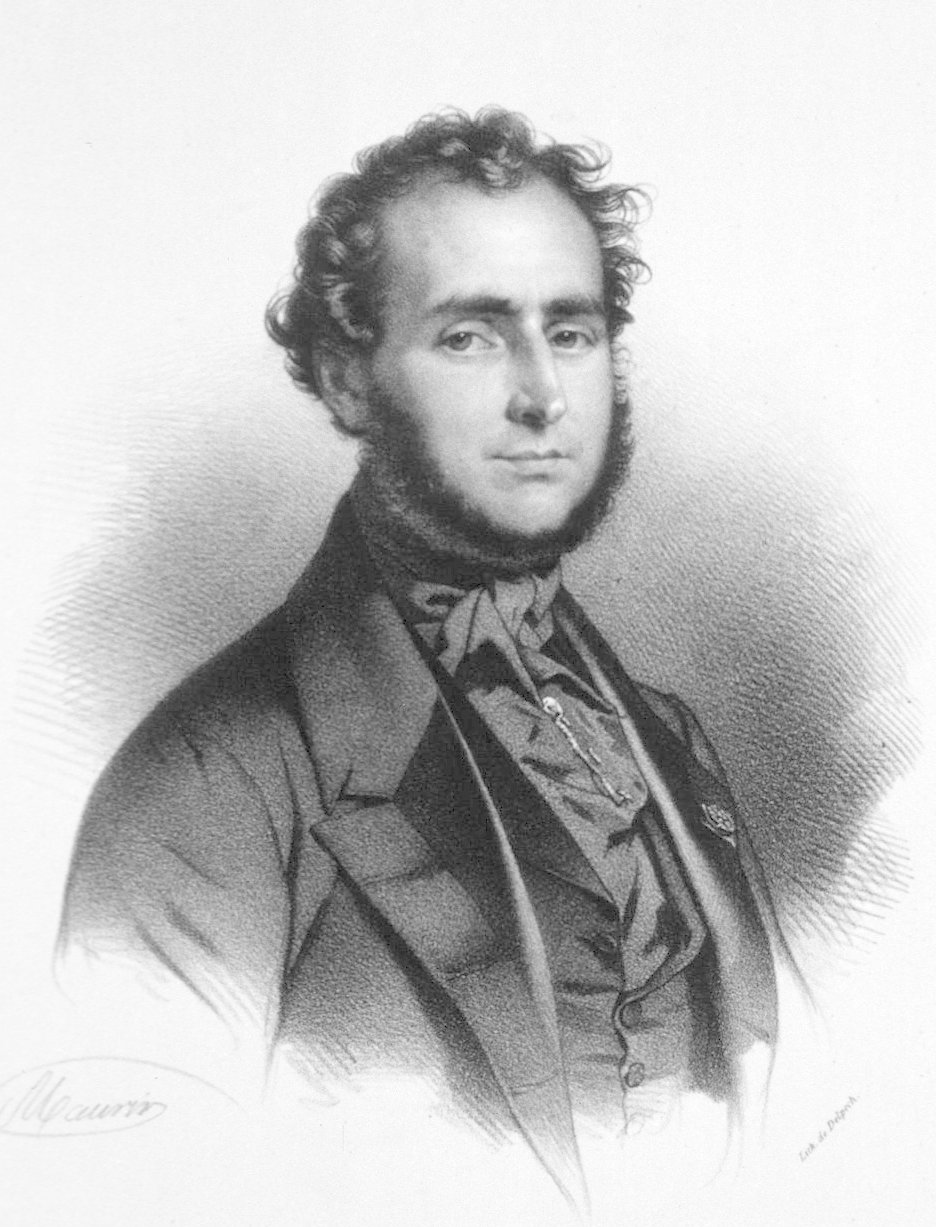
Jobert de Lamballe

Antoine-Joseph Jobert de Lamballe (* 17. Dezember 1799 in Matignon; † 19. April 1867 in Passy) war ein französischer Chirurg.

## Leben
Jobert de Lamballe hieß eigentlich Antoine-Joseph Jobert, genannt de Lamballe. Er kam aus armen Verhältnissen, studierte dennoch dank der Unterstützung wohlmeinender Gönner (ein Abbé vermachte ihm eine kleine Geldsumme) Medizin in Paris, wurde mit 22 Jahren Interner am Hôpital Saint-Louis. 1827 wurde er anatomischer Gehilfe, 1828 erhielt er den Doktortitel und 1830 die Agrégation. 1831 wurde er Chirurg des Hospitals Saint-Louis. Allerdings wurde er in seiner Karriere behindert, da er ein schlechter Redner war – man überging ihn mehrfach bei bedeutenden Lehrstühlen, trotz seiner herausragenden Fähigkeiten und seines Rufs als Chirurg. Ab 1854 war er am Hôtel-Dieu in Paris, wo er auch eine Professur hatte. Er fiel gegen Ende seines Lebens in eine Depression und wurde in eine Nervenheilanstalt eingeliefert, wo er starb.
Er war vor allem als Meister der autoplastischen Chirurgie bekannt und entwickelte eine erfolgreiche Operationsmethode bei Blasenscheidenfisteln. Diese waren eine häufige Folge der damals unbeholfenen Geburtshilfemethoden und führten neben den unmittelbaren Folgen häufig zu sozialer Ausgrenzung der betroffenen Frauen auch innerhalb ihrer Familien. Die von ihm dagegen entwickelte Operationsmethode brachte ihm in ganz Europa und darüber hinaus Anerkennung und Wohlstand. Ein deutscher Schüler war Gustav Simon, der seine Methode nach Deutschland brachte. Er ist auch als Pionier der Anästhesie (1846) bekannt.
Jobert de Lambelle war der Chirurg von Louis-Philippe I. (1831), Napoleon III. und Kaiserin Eugènie (ab 1858). 1840 wurde er in die Académie nationale de médecine aufgenommen und 1856 in die Académie des sciences. Im Jahr 1853 wurde er in die Deutsche Akademie der Naturforscher Leopoldina gewählt. Im Englischen ist eine Vertiefung oberhalb des Knies nach ihm benannt (Jobert´s Fossa).

## Schriften
- Traité théorique et pratique des maladies chirurgicales du canal intestinal. 1829.
- Études sur le système nerveux. 1838.
- mit Jacques Lisfranc: Précis de médecine opératoire, 3 Bände. 1845–1848.
- Traité de chirurgie plastique. 1849.
- Traité des fistules vésico-utérines, vésico-utero-vaginales, entéro-vaginales, recto-vaginales. 1852.
- De la réunion en chirurgie. 1864.